# Thromboxane B2
Le thromboxane B2 (TXB2) est un composé biochimique de la famille des thromboxanes. C'est un métabolite inactif issu de la dégradation du thromboxane A2. Il est presque entièrement éliminé par voie urinaire.